# Arumbavur
Arumbavur è una suddivisione dell'India, classificata come town panchayat, di 11.083 abitanti, situata nel distretto di Perambalur, nello stato federato del Tamil Nadu. In base al numero di abitanti la città rientra nella classe IV (da 10.000 a 19.999 persone).

## Geografia fisica
La città è situata a 11° 22' 60 N e 78° 42' 09 E.

## Società

### Evoluzione demografica
Al censimento del 2001 la popolazione di Arumbavur assommava a 11.083 persone, delle quali 5.442 maschi e 5.641 femmine. I bambini di età inferiore o uguale ai sei anni assommavano a 1.137, dei quali 578 maschi e 559 femmine. Infine, coloro che erano in grado di saper almeno leggere e scrivere erano 6.909, dei quali 3.860 maschi e 3.049 femmine.